# Cerivastatină
Cerivastatina este un medicament hipolipemiant din clasa statinelor, care a fost utilizat în tratamentul anumitor tipuri de dislipidemii. Calea de administrare disponibilă era cea orală. Medicamentul a fost retras de pe piață la nivel mondial în 2001, datorită cazuri fatale de rabdomioliză pe care le-a indus.